# 야마자키 와카나
야마자키 와카나(일본어: 山崎 和佳奈 やまざき わかな[*], 1965년 3월 21일 ~ )는 일본의 여자 성우이다. 가나가와현 요코하마시 출신이다. 교토부 교토시에서 성장했다.
대표작은 명탐정 코난(모리 란), 비밀의 아코짱(1998년)(아코), 격투미신 우롱(마오 란)이다.

## 작품

### TV 애니메이션
1990년
- 가리아게군 - 미도리씨

1991년
- 키테레츠 대백과 - 하나마루 사츠키
- 긴급발진 세이버키즈 - 아마가미바야시 란
- 꼬마 마루코짱 - 하루코
- DRAGON QUEST- 타이의 대모험 - 소알라
- 디어 브라더 (桐生)
- 겐지통신 아게다마 - 요시라라 히토미
- 나와 나 -두사람의 롯테 (브리짓)
- 하이스쿨 미스터리 학원 7대 불가사의 - 사사하라 세이미

1992년
- 크레용 신짱 - 여성 트레이너
- 슈퍼 빅쿠리맨 - 아무르
- 철인 28호 - 프랑소와즈 볼드
- 매지컬 타루루토 - 쿠스다 에료코(2대)
- 엄마는 4학년 - 타카하시 치구사

1993년
- GS미카미 - 마리아, 소룡희
- 질풍 아이언리거 (뉴스 캐스터)
- 츠요시 정신차려 (야마가와 미치코)
- 미소녀 전사 세일러 문 R - 코안
- 미라클 걸즈 - 마리에

1994년
- 기동무투전 G건담 - 바니 히긴스
- 캡틴 츠바사 J - 아카토 마키
- 진권전설 타이트로드 - 사라 존스
- 엄청 버릇이 될 것 같아 - 미치루
- 마멀레이드 보이 - 아키즈키 메이코
- 몬타나 존스 - 아리엘
- 레드바론 (마메이드、여성관리자)

1995년
- 애니메 세계명작동화 - 차녀, 공주, 아나베라
- 황금용자 골드란 - 유치원 선생
- 괴도 세인트 테일 - 치나츠
- 공상과학세계 걸리버보이 - 휘비
- 사랑은 정말 - 오오타 마이
- 닌타마 란타로 - 미녀
- 엄마는 포요포요 공룡을 사랑해 (보건소 직원2)
- 얀보 닌보 톰보 - 텐텐

1996년
- 미소녀 전사 세일러 문 세일러 스타즈 - 네헤레니아(어린 시절)
- 게게게의 키타로 - 에리, 호네온나, 미술교수
- 명탐정 코난 - 모리 란

1997년
- 아즈미 맘마미아 - 후루시로 아즈미
- 드래곤볼 GT - 비슈
- 하이퍼 폴리스 - 타치바나 아야미

1998년
- 오뎅파소피 - 마리
- 가사라키 - 이슈타르 파일럿
- 김전일 소년의 사건부 - 아야츠지 마리나
- 성방무협 아웃로스타 - 슈렌
- TRIGUN - 모니카
- 비밀의 앗코짱 - 카가미 아츠코/앗코
- 포켓몬스터 - 치사토
- 만능문화묘랑 - 시라카 치에코
- 유희왕(애니메 제1기) - 카게야마 리사
- 나와 나 두 사람의 롯테 - 브리짓트

1999년
- 에덴즈 보위 - 데니르모
- 신풍괴도 쟌느 - 미스트
- 코미짱이 간다! - 코미짱
- 주간 스토리랜드 - 왕녀, 온코, 아사이 히토미
- 집보는 에비츄 - 고바야시

2000년
- 인형초지 아야츠리 사콘 - 니시무라 츠키코
- 파워 디지몬 - 아라크네몬
- 빅토리 구슬동자 - 스마일 공주
- ONE PIECE - 노지코(대역)

2001년
- 학원전기 무료우 - 마모루 유리에(소녀시절)
- 샤먼킹 - 겟코우
- 날아라 호빵맨 - 쟈본다마 공주
- 노노짱 - 후지와라 히토미, 카린짱

2002년
- 아따맘마 - 점원
- 이누야샤 - 스즈나
- Sheeeep - 준
- 십이국기 - 슈쇼우

2003년
- 금색의 갓슈벨 - 타카미네 하나(키요마로 엄마)
- 신혼합체 고단나 - 슈쿠유우
- 포켓몬스터 AG - 줄리에
- LAST EXILE - 소피아 포레스터

2004년
- 에어리어88 - 야스다 사요코
- 선생님의 시간 - 키타가와 리오
- 무적코털 보보보 - 스즈, 소년

2005년
- 격투여신 무룡 - 모란
- 기동신선조 불타라 검 - 우라사와 센
- 오늘부터 마왕 - 글로리아
- 제노사가 - 셰리 고드윈, 페레그리
- LOVELESS - 아오야기 미사키

2006년
- 에어기어 - 벤케이
- 격투여신 무룡 REBIRTH - 모란
- 신님가족 - 아이의 모친

2007년
- 김전일 소년의 사건부 SP - 에몬 이즈미
- 게게게의 키타로 - 카타오카 아키코
- 비너스 버서스 바이러스 - 리리스
- 모노노케 - 루리히메

2008년
- 서양골동양과자점 앤티크 - 나미코

2009년
- 구인 사가 - 폴리아
- 루팡 3세 VS 명탐정 코난 - 모리 란

2010년
- 하트 캐치 프리큐어! - 호리우치 아키

2012년
- 디지몬 크로스워즈 : 디지몬 헌터 - 산조몬
- 여름색 기적 - 미즈코시 부인
- 라스트 엑자일 은빛 날개의 팜 - 소피아 포레스터
- 원피스 에피소드 오브 나미 ~항해사의 눈물과 동료의 인연~ - 노지코

2013년
- 세인트 세이야 오메가 - 갈리아

2014년
- MAGIC KAITO 1412 - 모리 란
- 명탐정 코난 에도가와 코난 실종사건: 사상 최악의 이틀간 - 모리 란

2015년
- 전국무쌍 - 네네

2016년
- 슈발체스마켄 - 마레네 호엔슈타인
- 명탐정 코난 에피소드 "원" 작아진 명탐정 - 모리 란
- 명탐정 코난 코난과 에비조 가부키의 18번째 미스터리 - 모리 란
- 퍼즈도라 라크로스 - 엘드라

2017년
- 듀얼 마스터즈 - 나타데코코
- 원피스 에피소드 오브 나미 루피와 4인의 동료의 대모험 - 노지코
- 드래곤볼 슈퍼 - 몬나

2018년
- 게게게의 키타로 6기 - 후유코,치하야

2019년
- 퍼즐드라 (2019년-2020년) - 미코

#### OVA
- 나의 지구를 지켜줘 - 코코
- 명탐정 코난/OVA 목록 - 모리 란
- 브레이크 에이지 - 다카하라 사이리
- 여름의 산타클로스 - 안자이 아스카
- 우시오와 토라 - 히사키 미가쿠
- 탐정 조지의 미니미니대작전 - 아시카와 아사미

### 극장용 애니메이션
- 금색의 갓슈벨 극장판 - 메카발칸의 내습 - 다카미네 하나
- 초시공세기 오거스02 - 토리아
- 드래곤볼 - GT
- 마멀레이드 보이 - 아키즈키 메이코
- 명탐정 코난 : 시한 장치의 마천루 - 모리 란
- 명탐정 코난 : 14번째 표적 - 모리 란
- 브레이크 에이지
- 사랑은 정말 - 오오타 마이
- 명탐정 코난 : 세기밀의 마술사 - 모리 란
- 명탐정 코난 : 눈동자 속의 암살자 - 모리 란
- 명탐정 코난 : 천국으로의 카운트다운 - 모리 란
- 아스타 E
- 명탐정 코난 : 베이커가의 망령 - 모리 란
- 원피스: 진귀한 동물섬의 쵸파 왕국 - 나미
- 명탐정 코난 : 미궁의 십자로 - 모리 란
- 명탐정 코난 : 수평선상의 음모 - 모리 란
- 명탐정 코난 : 은빛 날개의 마술사 - 모리 란
- 명탐정 코난 : 탐정들의 진혼가 - 모리 란
- 명탐정 코난 : 감벽의 관 - 모리 란
- 에반게리온 : 서 - 오버레이트
- 에반게리온 : 파 - 오버레이트
- 명탐정 코난: 전율의 악보 - 모리 란
- 명탐정 코난 : 칠흑의 추적자 - 모리 란
- 명탐정 코난 : 천공의 난파선 - 모리 란
- 명탐정 코난 : 침묵의 15분 - 모리 란
- 명탐정 코난 : 11번째 스트라이커 - 모리 란
- 명탐정 코난: 절해의 탐정 - 모리 란
- 루팡 3세 VS 명탐정 코난 - 모리 란
- 명탐정 코난 : 이차원의 저격수 - 모리 란
- 원피스 : 에피소드 오브 나미 ~ 항해사의 눈물과 동료의 인연 ~ - 노지코
- 명탐정 코난 : 코난 실종사건 - 사상 최악의 이틀 - 모리 란
- 명탐정 코난 : 화염의 해바라기 - 모리 란
- 명탐정 코난 에피소드 “원” 작아진 명탐정 - 모리 란
- 명탐정 코난: 비색의 부재증명 - 모리 란
- 명탐정 코난: 진홍의 연가 - 모리 란
- 명탐정 코난: 제로의 집행인 - 모리 란
- 명탐정 코난: 감청의 권 - 모리 란
- 명탐정 코난: 흑철의 어영 - 모리 란
- 명탐정 코난: 100만 달러의 오릉성 - 모리 란
- 명탐정 코난: 할로윈의 신부 - 모리 란

### 게임
- 데드 오어 얼라이브 시리즈, 닌자 가이덴 - 아야네
- 드래곤나이트4 - 헬레네(FX판) / 사라, 마노(PS판)
- 섬란 카구라 PEACH BEACH SPLASH - 아야네 ※DLC캐릭터 추가
- 슈퍼로봇대전 OG사가 마장기신 3 PRIDE OF JUSTICE - 포란 테이크센
- 슈퍼 리얼 마작PV - 후지와라 아야
- 발키리 프로파일 - 메르티나
- 뿌요뿌요 CD - 하피
- 뿌요뿌요 CD 通 - 하피, 노미
- 위크니스 히어로 토라우만 - 달관의 라플레시아/하치코 쿠사카
- 전국무쌍 - 이즈모노 오쿠니, 네네
- 제3차 슈퍼로봇대전 Z 천옥편 - 에르나루나 번스트라우스
- Never7 -the end of infinity- - 아사쿠라 사키
- 극장판 미소녀 전사 세일러 문 R - 달리안
- 에이스 컴뱃 5 - 케이 나가세

### 드라마 CD
- 고스트 스위퍼 - 마리아
- 센티멘탈 그래피티 - 코이즈미 아오이
- 엔젤 하울링 - 미스 비앙카
- 패러사이트 이브 - 오다 아즈사
- 환상게임 - 혼고 유이
- ONE ~빛나는 계절로~ - 사토무라 아카네

### 더빙
- 그로잉 페인즈 - 티나(샤를리즈 테론)
- 댓 싱 유 두

### 특찰
- 울트라맨 다이나 - 여전사 슈라의 목소리